# Bleber (Kras)
Bleber is een bestuurslaag in het regentschap Kediri van de provincie Oost-Java, Indonesië. Bleber telt 1337 inwoners (volkstelling 2010).